# Severodonetsk
Severodonetsk (em ucraniano:  Сіверськодонецьк) é uma cidade da Ucrânia, situada no Oblast de Lugansk. Tem 50 km² de área e sua população em 2020 foi estimada em 102.396 habitantes. Seu nome vem do rio Seversky Donets. 
Desde a conquista da cidade de Lugansk pelos seperatistas pró-russos, Severodonetsk serviu como capital do Oblast de Lugansk.

## História

### Guerra em Donbas
A cidade foi tomada pelas milícias separatistas da República Popular de Lugansk em maio de 2014. Em 22 de julho de 2014, as forças ucranianas retomaram controle da cidade.

### Invasão pela Rússia em 2022
Em maio de 2022, no contexto da invasão russa da Ucrânia, Severodonetsk foi atacada. A cidade sofreu com bombardeios de aviões, mísseis, artilharia e invasão terrestre. Boa parte de seus edifícios ficaram em ruínas ou muito danificados. As pontes que davam acesso à cidade foram destruídas, deixando os soldados ucranianos e civis presos na cidade. Em 24 de junho, as forças ucranianas recuaram da cidade e no dia seguinte, Severodonetsk estava sob ocupação militar russa.